# Nashville sound
Nashville sound é um estilo musical que surgiu na década de 1950 em Nashville, Estados Unidos, como subgênero da country music e em substituição ao honky tonk. Embora refira-se mais a um meio de produção (e também a 
época e sua mística) do que um estilo sonoro, o Nashville sound é geralmente situado entre 1957 e 1958.

## Exemplos de Nashville sound
- "Four Walls" por Jim Reeves (1957)
- "Gone" por Ferlin Husky (1957)
- "A Fallen Star" por Jimmy C. Newman (1957)
- "The Three Bells" por The Browns (1959)
- "He'll Have to Go" por Jim Reeves (1960)
- "Last Date" por Floyd Cramer (1960)
- "I'm Sorry" por Brenda Lee (1960)
- "I Fall to Pieces" por Patsy Cline (1961)
- "A Little Bitty Tear", "Call Me Mister In-Between" e "It's Just My Funny Way of Laughin'" por Burl Ives (1962)
- "The End of the World" por Skeeter Davis (1963)
- "Here Comes My Baby" por Dottie West (1964)
- "Make the World Go Away" por Eddy Arnold (1965)
- "Misty Blue" por Wilma Burgess (1966)
- "Danny Boy" por Ray Price (1967)